# Bór III
Bór III – dawny zaścianek. Obecnie część wsi Wielki Bór na Białorusi, w obwodzie mińskim, w rejonie mołodeckim, w sielsowiecie Radoszkowice.

## Historia
W czasach zaborów zaścianek w gminie Radoszkowice, w powiecie wilejskim, w guberni wileńskiej Imperium Rosyjskiego.
W latach 1921–1945 zaścianek leżał w Polsce, w województwie wileńskim, w powiecie wilejskim, od 1927 roku w powiecie mołodeczańskim, w gminie Radoszkowice.
Powszechny Spis Ludności z 1921 roku podał dane łączne dla zaścianków Bór I, Bór II, Bór III, Bór IV i Bór V. Zamieszkiwało tu 95 osób, 1 była wyznania rzymskokatolickiego a 94 prawosławnego. Jednocześnie wszyscy mieszkańcy zadeklarowali białoruską przynależność narodową. Było tu 13 budynków mieszkalnych. W 1931 Bór III w 7 domach zamieszkiwało 42 osoby.
Wierni należeli do parafii rzymskokatolickiej w Plebani. Miejscowość podlegała pod Sąd Grodzki w Krasnem i Okręgowy w Wilnie; właściwy urząd pocztowy mieścił się w Radoszkowicach.
W wyniku napaści ZSRR na Polskę we wrześniu 1939 miejscowość znalazła się pod okupacją sowiecką. 2 listopada została włączona do Białoruskiej SRR. Od czerwca 1941 roku pod okupacją niemiecką. W 1944 miejscowość została ponownie zajęta przez wojska sowieckie i włączona do Białoruskiej SRR.